# Орфанидес, Теодор
Теодор Орфанидес (греч. Ορφανίδης Θεόδωρος, или англ. Theodhoros Georgios Orphanides, 1817 — 5 августа 1886) — греческий биолог, ботаник, писатель и поэт.

## Биография
Теодор Орфанидес родился в Смирне в 1817 году. Он провёл своё детство на островах Сирос и Тинос.
С 1835 года Орфанидес жил в Афинах, где он окончил среднюю школу и был назначен чиновником в Министерстве внутренних дел. Эту должность Теодор Орфанидес занимал до 1844 года, когда он отправился в Париж для дальнейшего обучения, получив государственную стипендию. Он изучал ботанику и в 1850 году вернулся в Грецию, где был назначен адъюнкт-профессором в Афинском университете. В период с 1867 по 1868 год Теодор Орфанидес занимал должность декана.
Орфанидес путешествовал по Греции для изучения растительного мира и опубликовал результаты своих исследований в работе Flora graeca exciccata. Эти исследования были использованы европейскими учёными. Теодор Орфанидес принимал участие в научных конференциях; он обнаружил около пятидесяти видов греческих трав и заложил основы греческой номенклатуры. Орфанидес завещал университету две ценные коллекции, в одной из которых были образцы древесины греческих видов деревьев, а в другой сорок пять тысяч гербарных образцов.
В период с 1835 по 1844 год был опубликован его сборник стихов Menippos с лирикой, которая осуждала несправедливость современной политической жизни. В результате едкого тона данного произведения Орфанидес был отстранён от своей должности, привлечён к суду и осуждён. Он был освобождён, и из-за своей популярности продолжал писать. В 1836 году был издан его второй сборник поэзии Menippos с гораздо менее резким содержанием, и он был реабилитирован.
Теодор Орфанидес умер в Афинах 5 августа 1886 года.

## Научная деятельность
Теодор Орфанидес специализировался на семенных растениях.

## Научные работы
- Flora graeca exciccata, 1850.

## Почести
Род растений Orphanidesia Boiss. & Balansa ex Boiss. был назван в его честь.